# Paspalum vaginatum
Paspalum vaginatum är en gräsart som beskrevs av Olof Swartz. Paspalum vaginatum ingår i släktet tvillinghirser, och familjen gräs. Inga underarter finns listade i Catalogue of Life.

## Bildgalleri

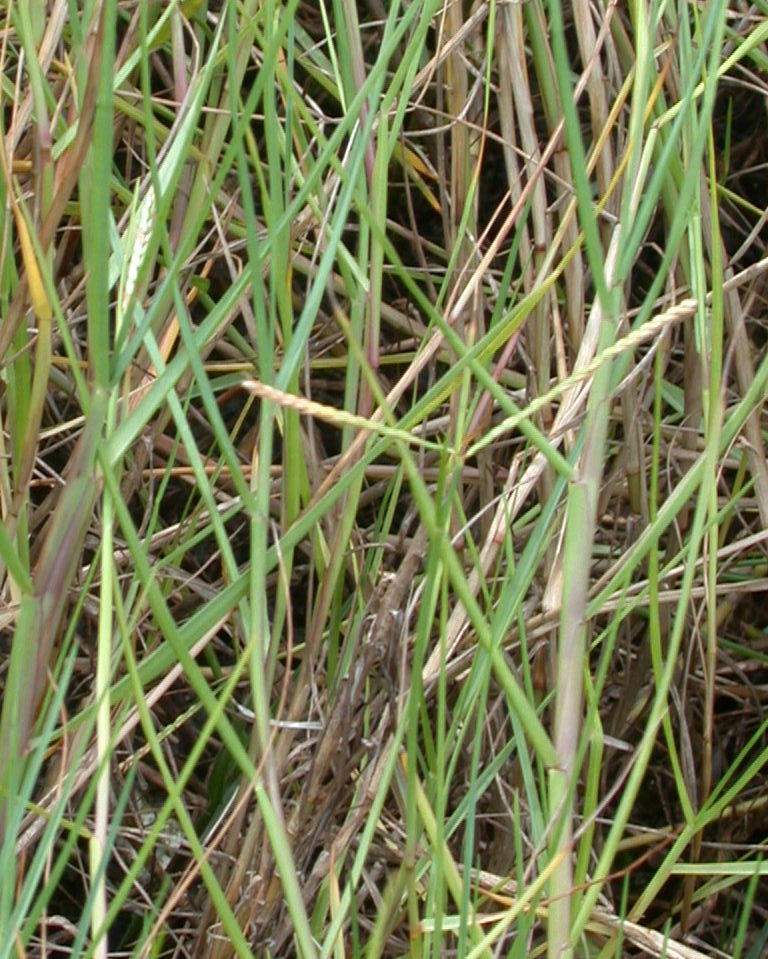
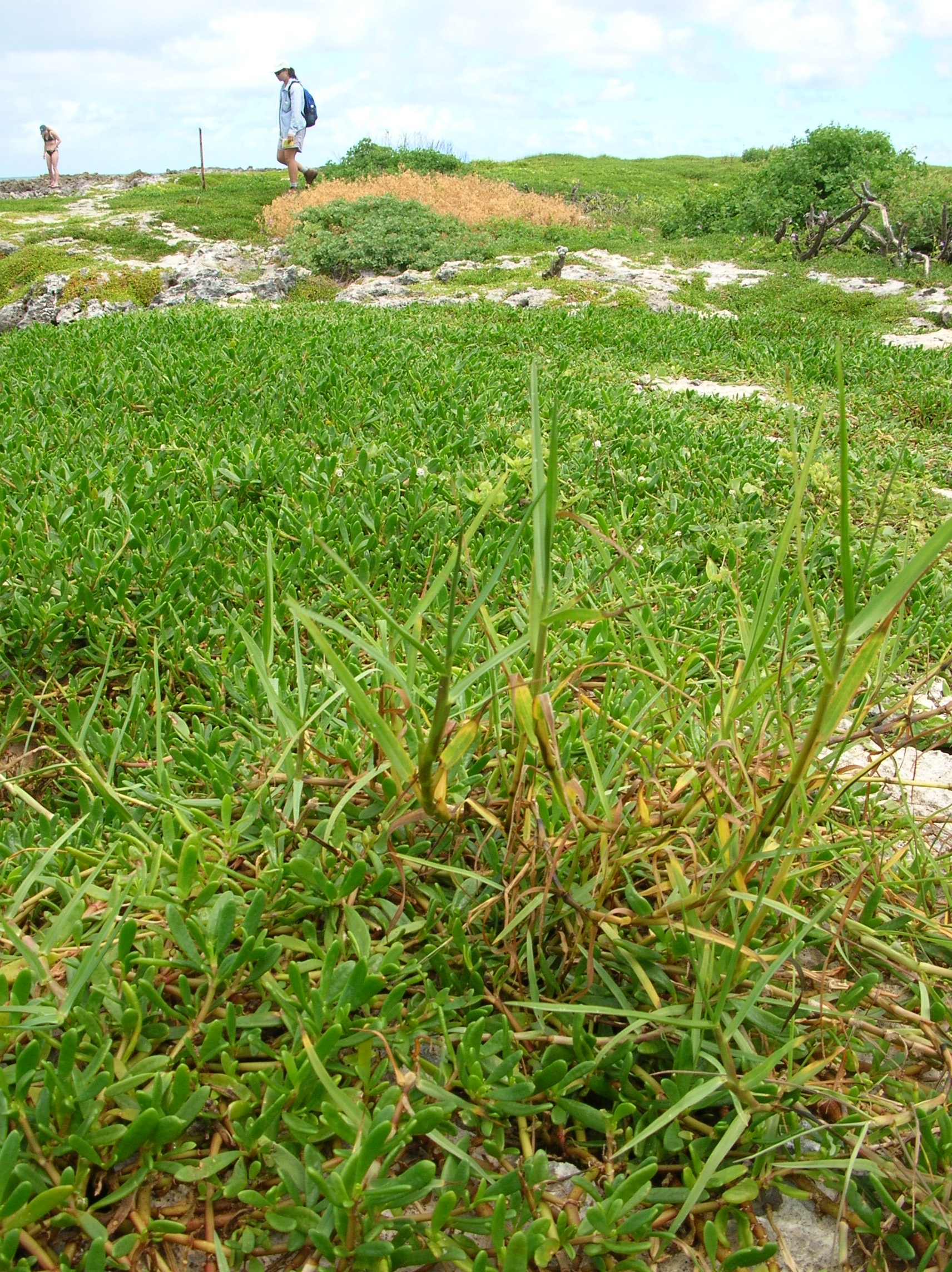
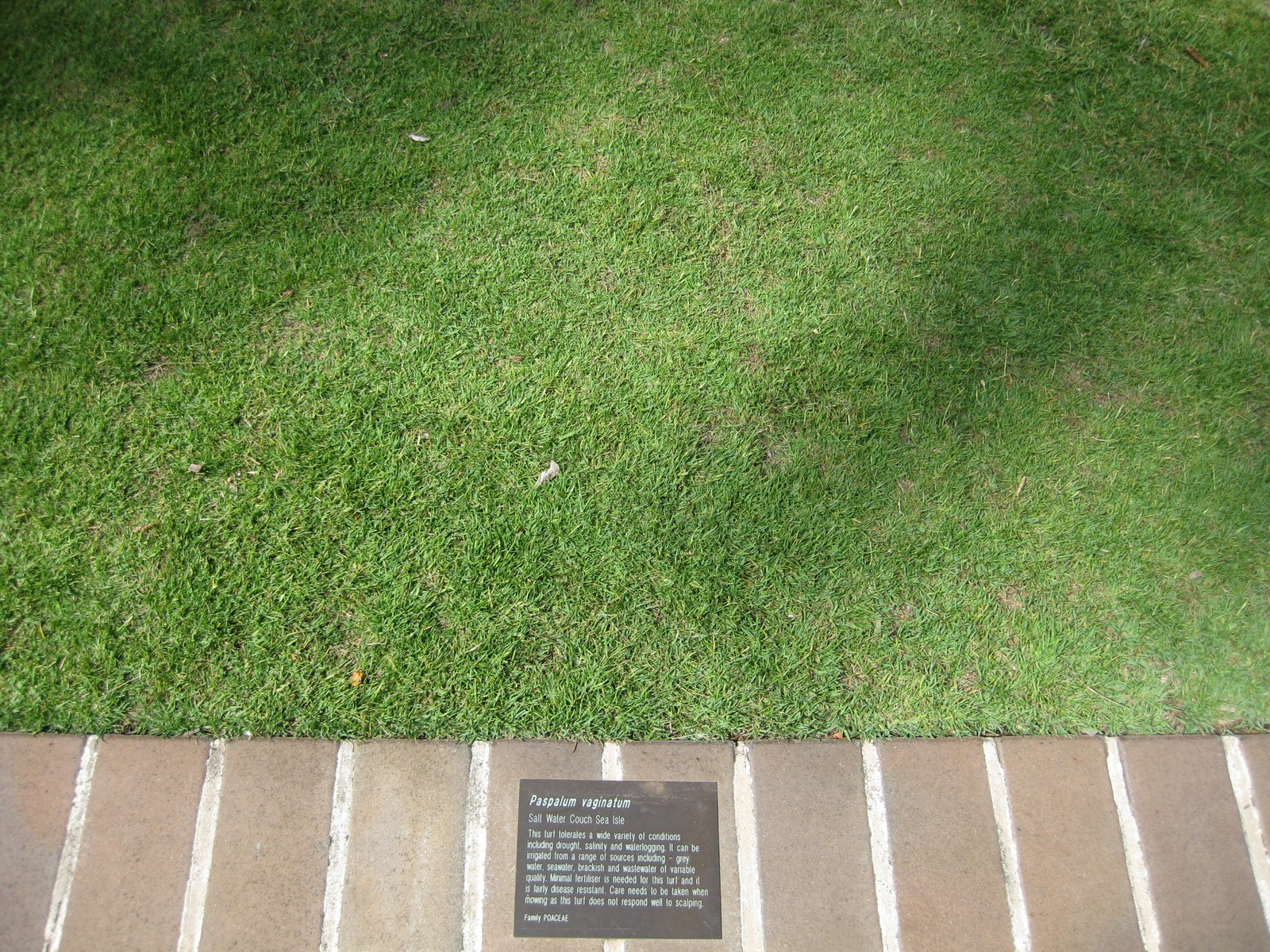
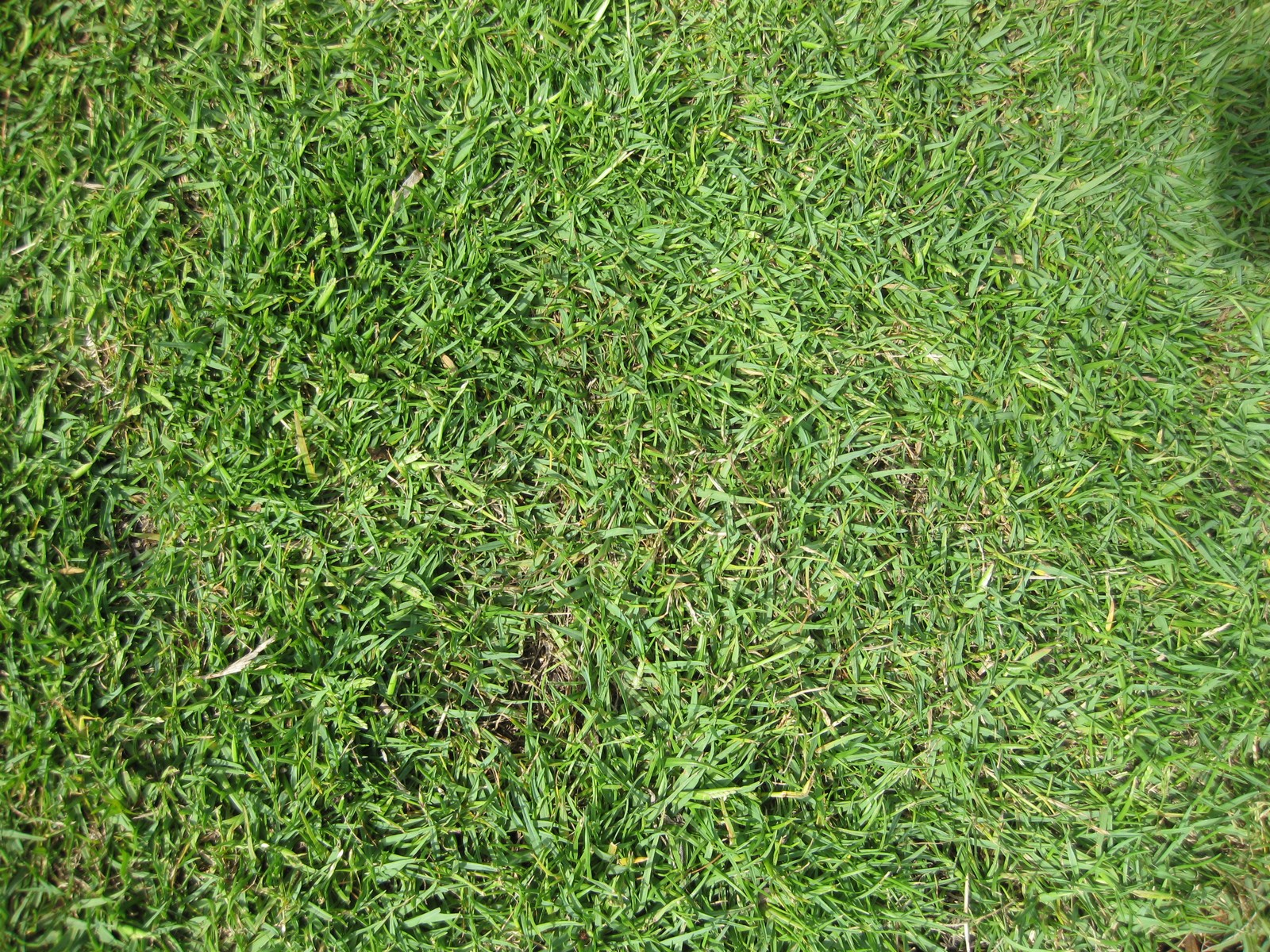
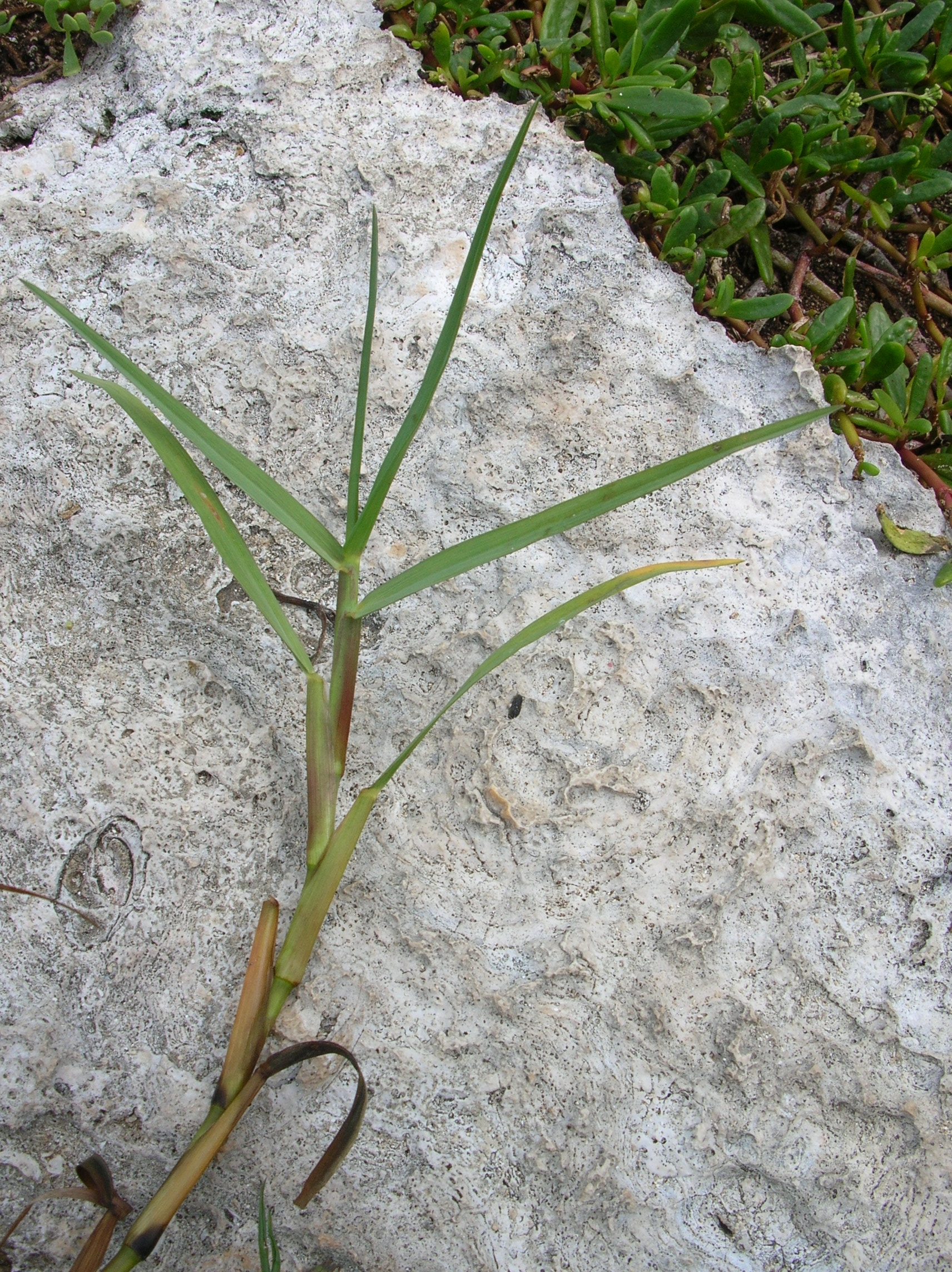
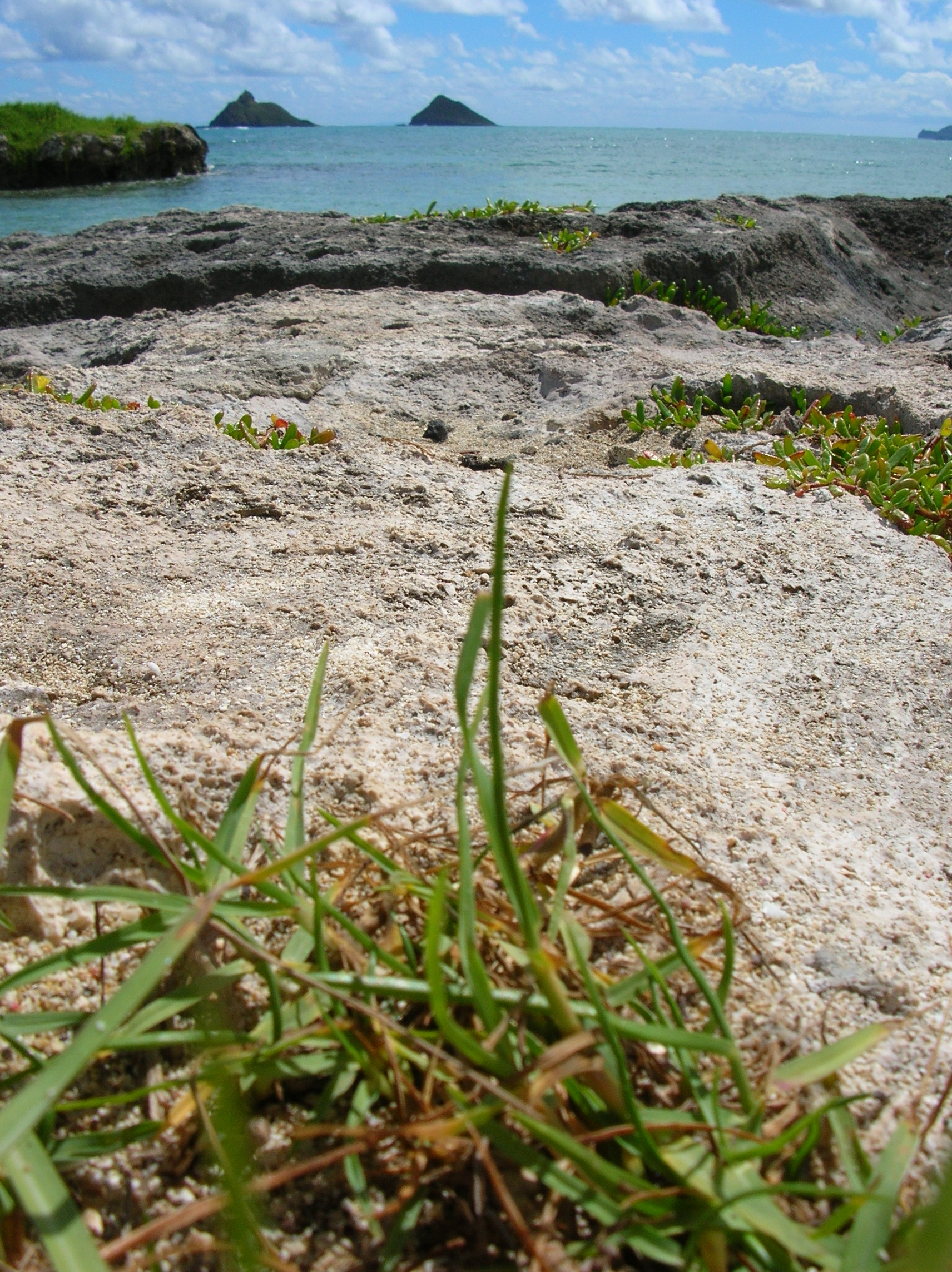